# 艾尼 (马恩省)
艾尼（法語：Aigny，法語發音：[ɛɲi]）是法国马恩省的一个市镇，位于该省中部，属于香槟沙隆区。

## 地理
艾尼（49°2'8"N, 4°12'32"E）面积11.24 平方千米，位于法国大東部大區马恩省，该省份为法国东北部内陆省份，北起阿登省，西北接埃纳省，西南接塞纳-马恩省，南至奥布省，东南接上马恩省，东临默兹省。
与艾尼接壤的市镇（或旧市镇、城区）包括：沃德芒日、马恩河畔欧奈、马恩河畔孔代、莱格朗德洛日、伊斯、雅隆、弗罗。

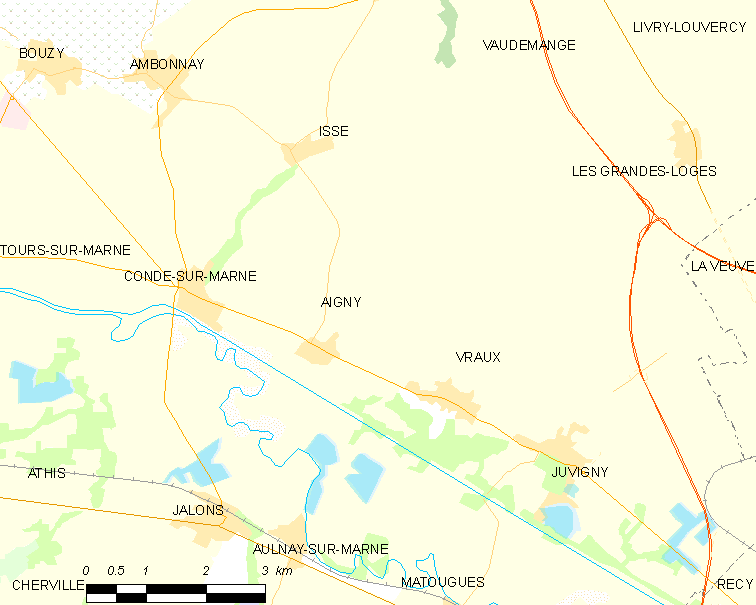
的OSM定位图

艾尼的时区为UTC+01:00、UTC+02:00（夏令时）。

## 行政
艾尼的邮政编码为51150，INSEE市镇编码为51003。

## 政治
艾尼所属的省级选区为香槟沙隆第二县。

## 人口

1962-2008年间人口变化图示

艾尼于2022年1月1日时的人口数量为287人。